# جانقور (تبريز)
جانقور هي قرية في مقاطعة تبريز، إيران. عدد سكان هذه القرية هو 916 في سنة 2006.